# Корень

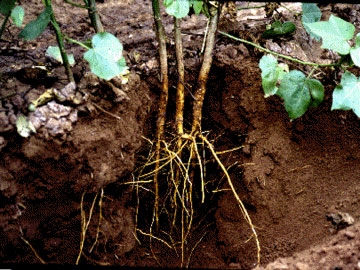
Корень

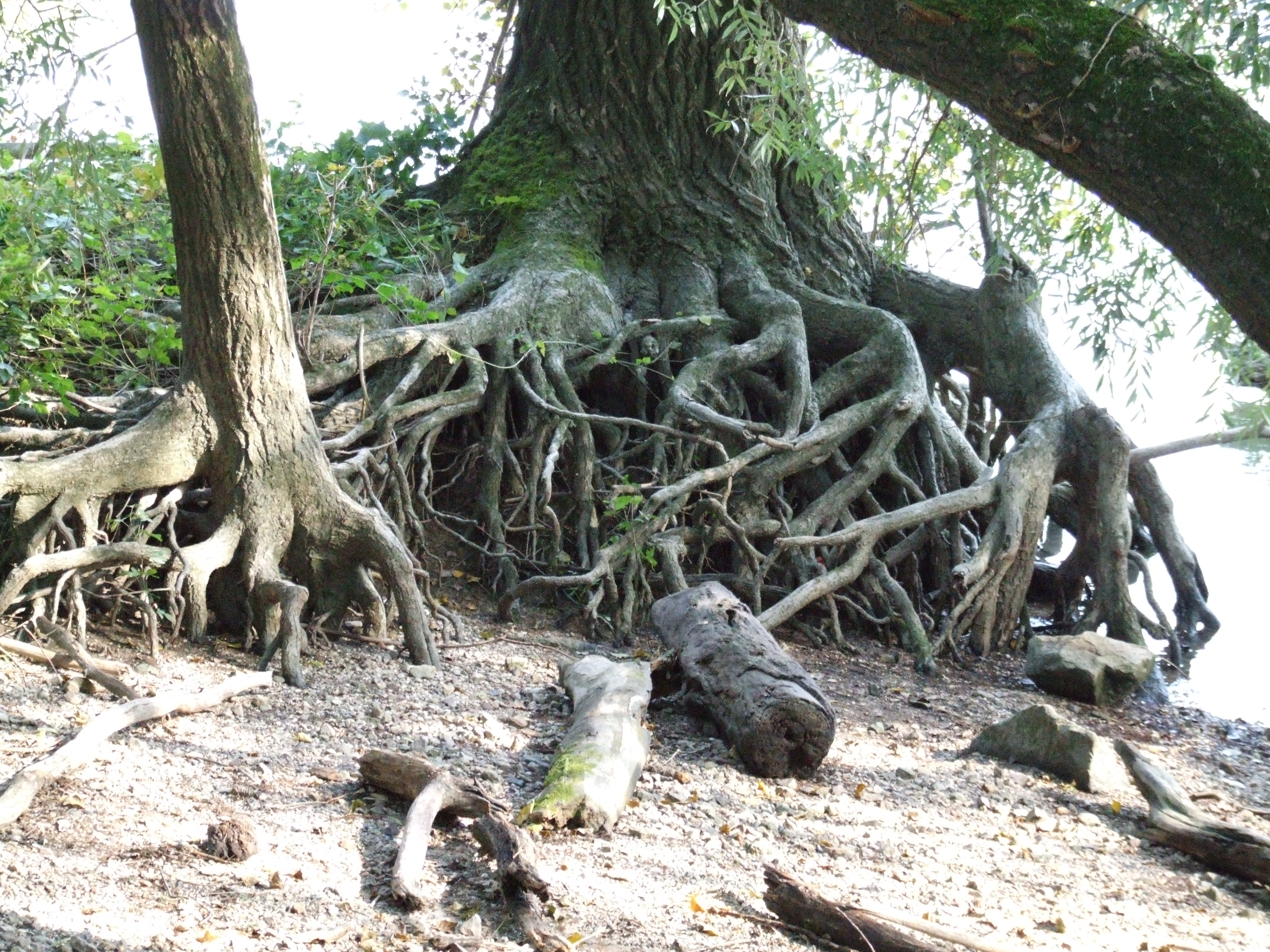
Корень

Ко́рень (лат. radix) — осевой, обычно подземный вегетативный орган высших сосудистых растений, обладающий неограниченным ростом в длину и положительным геотропизмом. Корень осуществляет закрепление растения в почве и обеспечивает поглощение и проведение воды с растворёнными минеральными веществами к стеблю и листьям.
Кроме основного корня, многие растения имеют боковые и придаточные корни. Совокупность всех корней растения называют корневой системой. В случае, когда главный корень незначительно выражен, а придаточные корни выражены значительно, корневая система называется мочковатой. Если главный корень выражен значительно, корневая система называется стержневой.
Некоторые растения откладывают в корне запасные питательные вещества, такие образования называют корнеплодами.

## Основные функции корня
- Закрепление растения в субстрате.
- Всасывание, проведение воды и минеральных веществ.
- Запас питательных веществ в главном корне.
- Взаимодействие с корнями других растений (симбиоз), грибами, микроорганизмами, обитающими в почве (микориза, клубеньки представителей семейства Бобовые).
- Вегетативное размножение.
- Синтез биологически активных веществ.

У многих растений корни выполняют особые функции (воздушные корни, корни-присоски).

## Происхождение корня
Тело первых вышедших на сушу растений ещё не было расчленено на побеги и корни. Оно состояло из ответвлений, одни из которых поднимались вертикально, а другие прижимались к почве и поглощали воду и питательные вещества. Несмотря на примитивное строение, эти растения были обеспечены водой и питательными веществами, так как имели небольшие размеры и жили около воды.
В ходе дальнейшей эволюции некоторые ответвления стали углубляться в почву и дали начало корням, приспособленным к более совершенному почвенному питанию. Это сопровождалось глубокой перестройкой их структуры и появлением специализированных тканей. Образование корней было крупным эволюционным достижением, благодаря которому растения смогли осваивать более сухие почвы и образовывать крупные побеги, поднятые вверх к свету.
Например, у мохообразных настоящих корней нет, их вегетативное тело небольших размеров — до 30 см, обитают мхи во влажных местах. У папоротниковидных появляются настоящие корни, это приводит к увеличению размеров вегетативного тела и к расцвету этой группы в каменноугольный период.

## Особенности строения корней
Совокупность корней одного растения называют корневой системой. В состав корневых систем входят корни различной природы. Различают:
- главный корень,
- боковые корни,
- придаточные корни.

Главный корень развивается из зародышевого корешка. Боковые корни возникают на любом корне в качестве бокового ответвления. Придаточные корни образованы побегом и его частями.

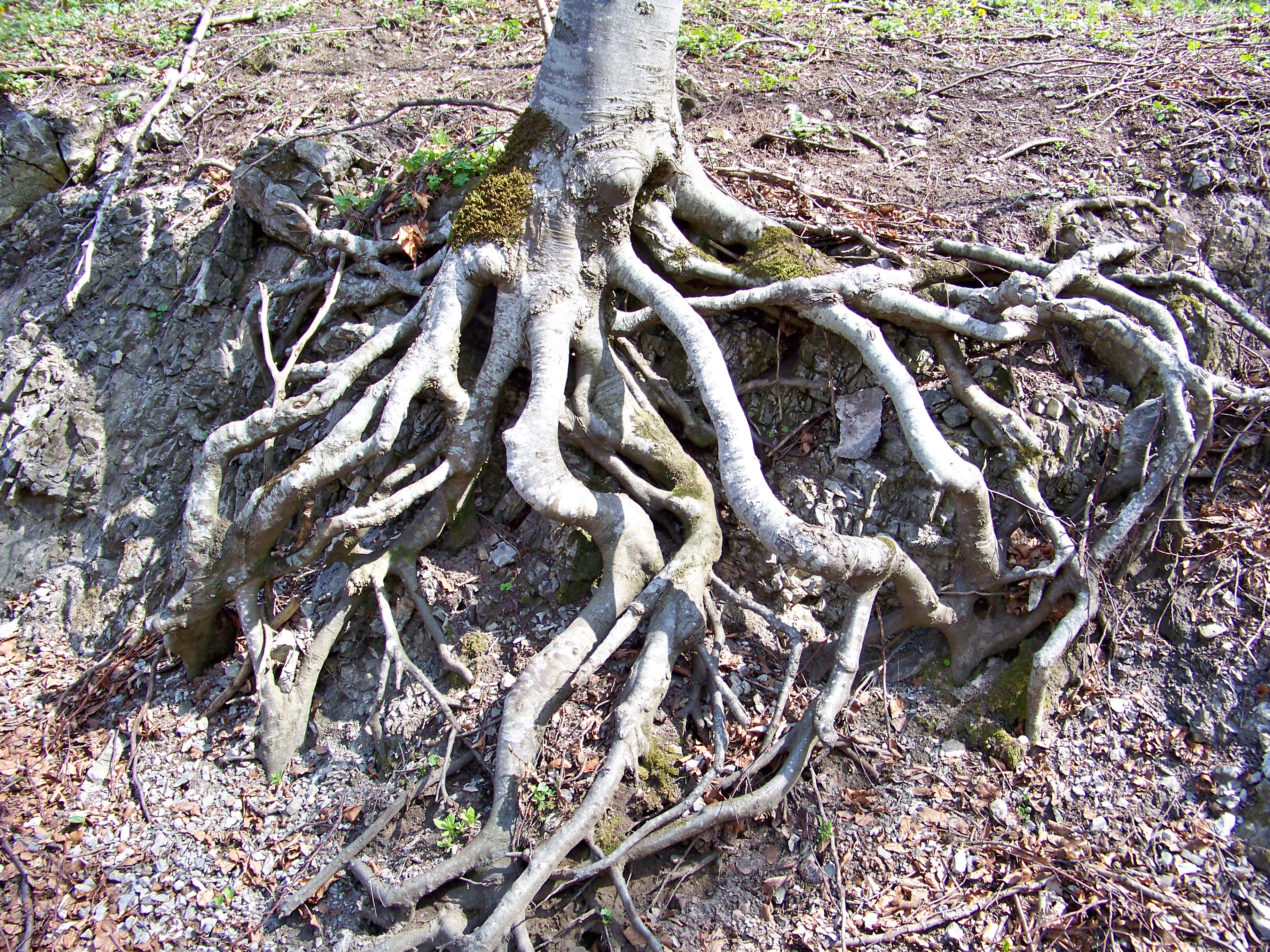
Корень

В своей простейшей форме термин «корневая архитектура» относится к пространственной конфигурации корневой системы растения. Эта система может быть чрезвычайно сложной и зависит от множества факторов, таких как вид самого растения, состав почвы и наличие питательных веществ. Конфигурация корневых систем служит для структурной поддержки растения, конкуренции с другими растениями и для поглощения питательных веществ из почвы. Корни растут до определённых условий, которые, если их изменить, могут препятствовать росту растения. Например, корневая система, развившаяся в сухой почве, может быть не столь эффективной в затопленной почве, однако растения могут адаптироваться к другим изменениям окружающей среды, таким как сезонные изменения.

### Части корня
Различные части корня выполняют неодинаковые функции и различаются по внешнему виду. Эти части получили название зон.
- Корневой чехлик, или калиптра. Живой напёрсток из клеток, живущих 5—9 дней. Наружные клетки отслаиваются ещё живыми и выделяют обильную слизь, облегчающую прохождение корня между частицами почвы. На смену им, изнутри, апикальная меристема продуцирует новые клетки. В клетках осевой части чехлика, так называемой колумелле, находятся подвижные крахмальные зёрна, обладающие свойствами кристаллов. Они играют роль статолитов и определяют геотропические изгибы корней.
- Зона деления. Около 1 мм, прикрыта снаружи чехликом. Она более тёмная или желтоватого цвета, состоит из мелких многогранных, постоянно делящихся клеток с густой цитоплазмой и крупным ядром. В зону деления входит апекс корня с его инициалями и их производными.
- Зона роста, или зона растяжения. Составляет несколько миллиметров, более светлая, прозрачная. Клетки, пока их клеточные стенки не станут жёсткими, растягиваются в длину при всасывании воды. Это растяжение толкает кончик корня дальше в почву.
- Зона всасывания, или зона поглощения и дифференциации. До нескольких сантиметров. Хорошо выделяется благодаря развитию ризодермы, поверхностной ткани, часть клеток которой даёт длинные тонкие выросты — корневые волоски. Они поглощают почвенные растворы в течение нескольких дней, ниже их формируются новые волоски.
- Зона проведения. Старая ризодерма отмирает и слущивается. Корень при этом немного утончается, становится покрытым наружным слоем первичной коры — экзодермой, выполняющим функцию покровной ткани.

Переход одной зоны в другую постепенный и условный.

#### Зоны молодого корневого окончания
Кончик корня снаружи всегда прикрыт корневым чехликом, защищающим нежные клетки меристемы. Чехлик состоит из живых клеток, которые постоянно обновляются. Клетки корневого чехлика выделяют слизь, она покрывает поверхность молодого корня. Благодаря слизи снижается трение о почву, её частицы легко прилипают к корневым окончаниям и корневым волоскам. В редких случаях корни лишены корневого чехлика (водные растения, некоторые растения-паразиты). Под чехликом располагается зона деления, представленная образовательной тканью — меристемой. Если эта апикальная меристема обособлена и образует только клетки корневого чехлика (как у большинства однодольных растений), её называют калиптрогеном. 
Клетки зоны деления тонкостенные и заполнены цитоплазмой, вакуоли отсутствуют. Зону деления можно отличить на живом корешке по желтоватой окраске, длина её около 1 мм. Вслед за зоной деления располагается зона растяжения. Она также невелика по протяжённости: составляет всего несколько миллиметров, выделяется светлой окраской и как бы прозрачна. Клетки зоны растяжения уже не делятся, но способны растягиваться в продольном направлении, проталкивая корневое окончание вглубь почвы. В пределах зоны роста происходит разделение клеток на ткани.
Окончание зоны растяжения хорошо заметно по появлению многочисленных корневых волосков. Корневые волоски располагаются в зоне всасывания, функция которой понятна из её названия. Длина её от нескольких миллиметров до нескольких сантиметров. В отличие от зоны роста участки этой зоны уже не смещаются относительно частиц почвы. Основную массу воды и питательных веществ молодые корни всасывают с помощью корневых волосков — выростов клеток поверхностной ткани. Они увеличивают всасывающую поверхность корня, выделяют продукты обмена; находятся чуть выше корневого чехлика. Все вместе они создают впечатление белого пушка вокруг корня. У растения, только что вынутого из почвы, всегда можно увидеть прилипшие к корневым волоскам комочки почвы. Они содержат слой протоплазмы, ядро, крупную вакуоль; их тонкие, легко проницаемые для воды оболочки плотно склеиваются с комочками почвы. Корневые волоски выделяют в почву различные вещества. Длина варьируется у разных видов растений от 0,06 до 10 мм. С увеличением влажности почвы образование замедляется; не образуются они и в очень сухой почве. Корневые волоски появляются в виде небольших сосочков — выростов клеток. По прошествии определённого времени корневой волосок отмирает. Продолжительность его жизни не превышает 10—20 дней
Выше зоны всасывания, там, где исчезают корневые волоски, начинается зона проведения. По этой части корня вода и растворы минеральных солей, поглощённые корневыми волосками, транспортируются в вышележащие отделы растения.

### Анатомическое строение корня
В зоне роста клетки начинают дифференцироваться на ткани, и в зоне всасывания и проведения формируются проводящие ткани, обеспечивающие подъём питательных растворов в надземную часть растения. Возможно, наиболее яркой характеристикой корней, которая отличает их от других органов растений, таких как стволовые ветви и листья, является то, что корни имеют эндогенное происхождение, то есть они происходят и развиваются из внутреннего слоя материнской оси, такого как перицикл. Стволовые ветви и листья, напротив, экзогенные, то есть они начинают развиваться из коры, внешнего слоя.
Уже в самом начале зоны роста корня масса клеток дифференцируется на три зоны: ризодерму, кору и осевой цилиндр.
Эпиблема, или ризодерма — покровная ткань, которой снаружи покрыты молодые корневые окончания. Она содержит корневые волоски и участвует в процессах всасывания. В зоне всасывания ризодерма пассивно или активно поглощает элементы минерального питания, затрачивая в последнем случае энергию. В связи с этим клетки ризодермы богаты митохондриями.
Веламен — многослойная ризодерма, относится к первичным покровным тканям и происходит из поверхностного слоя апикальной меристемы корня. Состоит из пустотелых клеток с тонкими, опробковевшими оболочками.
Экзодерма — опробковевший наружный слой первичной коры, приходящий на смену отмирающей ризодерме.
Первичная кора образована паренхимой, обычно дифференцируется на уровне зоны растяжения. Она рыхлая и имеет систему межклетников, по которой вдоль оси корня циркулируют газы, необходимые для дыхания и поддержания обмена веществ. У болотных и водных растений межклетники коры особенно обширны. Кора является той частью корня, через которую активно проходит радиальный (ближний) транспорт воды и растворённых солей от ризодермы к осевому цилиндру. В тканях коры осуществляется активный синтез метаболитов и откладываются запасные питательные вещества.
Осевой цилиндр представляет собой сложный комплекс из проводящей, образовательной и основной тканей.

## Типы корневых систем
- В стержневой корневой системе главный корень сильно развит и хорошо заметен среди других корней (характерно для двудольных). Разновидность стержневой корневой системы — ветвистая корневая система: состоит из нескольких боковых корней, среди которых не различают главный корень; характерна для деревьев.
- В мочковатой корневой системе на ранних этапах развития главный корень, образованный зародышевым корешком, отмирает, а корневая система составляется придаточными корнями (характерна для однодольных). Стержневая корневая система проникает в почву обычно глубже, чем мочковатая, однако мочковатая корневая система лучше оплетает прилегающие частицы грунта.

Придаточные корни (мелкие корешки в стержневой корневой системе) растут непосредственно из стебля. Они отрастают от луковицы (представляющей собой особый стебель) или от садовых черенков.

## Видоизменения и специализация корней
Корни некоторых растений имеют склонность к метаморфозу.
Видоизменения корней:
- Корнеплод — утолщённый главный корень. В образовании корнеплода участвуют главный корень и нижняя часть стебля. Большинство корнеплодных растений — двулетние. Корнеплоды состоят в основном из запасающей основной ткани (репа, морковь, петрушка).
- Корнеклубни (корневые шишки) образуются в результате утолщения боковых и придаточных корней (ятрышник, любка, чистяк, георгин). С их помощью растение цветёт быстрее.
- Корни-зацепки — своеобразные придаточные корни. При помощи этих корней растение «приклеивается» к любой опоре.
- Ходульные корни — отходящие от ствола под углом придаточные корни, которые достигнув грунта, врастают в него. Иногда со временем основания стволов перегнивают, и деревья стоят только на этих корнях, как на ходулях. Выполняют роль опоры. Ходульные корни мангровых деревьев служат не только для опоры, но и для дополнительного снабжения воздухом.
- Досковидные корни представляют собой боковые корни, проходящие у самой поверхности почвы или над ней, образующие треугольные вертикальные выросты, примыкающие к стволу. Характерны для крупных деревьев тропического дождевого леса.
- Воздушные, или дыхательные корни — выполняют функцию дополнительного дыхания, растут в надземной части. Поглощают дождевую воду и кислород из воздуха. Образуются у многих тропических, в особенности у мангровых растений в условиях недостатка минеральных солей в почве тропического леса. Встречаются и у растений умеренного пояса. Они могут иметь разнообразную форму: змеевидную, коленчатую, спаржевидную (растущие вертикально вверх пневматофоры[7])[8]. Основным способом движения газов в дыхательных корнях является диффузия через чечевички и аеренхиму. В манграх дополнительно помогает повышение давления воды при приливе, при котором корни сжимаются и часть воздуха выдавливается, и понижение давления воды при отливе, при котором воздух засасывается в корни. Это можно сравнить со вдохом и выдохом у позвоночных[9].
- Корни-подпорки (столбовидные корни) — придаточные корни некоторых тропических растений, растущие на стволах и ветвях и дорастающие до земли[10].
- Микориза — сожительство корней высших растений с гифами грибов[2]. При таком взаимовыгодном сожительстве, называемом симбиозом, растение получает от гриба воду с растворёнными в ней питательными веществами, а гриб — органические вещества. Микориза характерна для корней многих высших растений, особенно древесных. Грибные гифы, оплетающие толстые одревесневшие корни деревьев и кустарников, выполняют функции корневых волосков.
- Бактериальные клубеньки на корнях высших растений — результат сожительства высших растений с азотфиксирующими бактериями, представляют собой видоизменённые боковые корни, приспособленные к симбиозу с бактериями. Бактерии проникают через корневые волоски внутрь молодых корней и вызывают у них образование клубеньков. При таком симбиотическом сожительстве бактерии переводят азот, содержащийся в воздухе, в минеральную форму, доступную для растений. А растения, в свою очередь, предоставляют бактериям особое местообитание, в котором отсутствует конкуренция с другими видами почвенных бактерий. Бактерии также используют вещества, находящиеся в корнях высшего растения. Чаще других бактериальные клубеньки образуются на корнях растений семейства Бобовые. В связи с этой особенностью семена бобовых богаты белком, а представителей семейства широко используют в севообороте для обогащения почвы азотом.
- Столбовидные корни придаточные по происхождению. Они стремятся достичь поверхности почвы, корни растут, ветвятся и достигают почвы, после этого начинаются вторичные утолщения. Они выступают в роли подпорок.
- Кластерные корни — образуются у растений без микориз. Такие корни образуют структуры, имеющие вид ёршика. Эти корни улучшают фосфорное питание растений на бедных почвах за счёт подкисления, хелатирующих агентов и фосфатаз. Выделение этих агентов происходит в пульсирующем режиме. Всплеск выделения цитратов из кластерных корней в течение нескольких дней.
- Гаустории — корни-присоски. Они обеспечивают поглощение веществ из тела других растений, подключаются к проводящей системе хозяина и переключают на себя часть потока веществ.
- Агеотропные корни — находятся на поверхности субстрата и могут расти вверх. Цианеи Nostoc поселяются в межклетниках первичной коры корня. Повышают азотфиксацию. Часто встречаются у саговников, других голосеменных и покрытосеменных.
- Актиноризные клубеньки — возникают при попадании в корень актиномицетов. Они поселяются внутри корней ольхи и лоха. Они находятся в пузырьках с толстой клеточной стенке, чтобы кислород не попадал.

У некоторых растений придаточные или боковые корни способны продольно сокращаться, в результате чего происходит втягивание побегов в почву. Такие корни называются втягивающими (контрактильными).